# Catherine Walker
Catherine Walker (n. 27 iunie 1945, Franța – d. 23 septembrie 2010) a fost o creatoare de modă franceză din Londra. A fost supravețuitoare a cancerului și mamă a doi copii. 

## Viața și cariera
Walker s-a născut în Franța în iunie în 1945. A studiat filozofia și a învățat singură să fie creatoare de modă.
Și-a început cariera în modă când a rămas văduvă, la 31 de ani, când era nevoită să crească două fete mici. Mai întâi a început să vândă haine de copii. Mai târziu a trecut la moda pentru femei, în special pentru ocazii, dar și la moda de seară și pentru mirese.
Walker a primt în 1990 premiul „Creatorul de modă al anului pentru Couture”, iar în 1991 premiul „Creatorul de modă al anului pentru Glamour”.

## Compania
Walker și-a înființat prima ei afacere în 1977 pe strada Sydney, în Londra. A avut o carieră de croitoreasă de 30 de ani. Crea două colecții de sezon pe an, dar și rochii de mireasă și o gamă largă de produse pentru îngrijirea pielii.
A fost o persoană foarte neobișnuită în industria modei, pentru că evita să fie în lumina rampei, care de obicei îi urmărește intens pe creatorii de modă.

## Diana, Prințesă de Wales
Walker a devenit una dintre creatoarele de modă preferate ale Dianei, Prințesa de Wales. Relația ei profesională cu Diana, Prințesă de Wales, a început la trei luni după căsătoria acesteia cu Prințul Charles în 1981 și a durat până la moartea Dianei, șaisprezece ani mai târziu. În această perioadă Walker a furnizat Prințesei multe dintre hainele care au făcut-o să fie o figură iconică.
Ea a creat și rochia cu care Diana a fost îngropată.
Walker s-a stins din viață la 23 sept. 2010 în vârstă de 65 ani, ca urmare a cancerului avut.